# Клоппенбург
Клоппенбург (нім. Cloppenburg) — місто в Німеччині, розташоване в землі Нижня Саксонія. Адміністративний центр однойменного району.
Площа — 70,62 км2. Населення становить 36 183 ос. (станом на 31 грудня 2021).
Через місто проходять автошляхи  і .

## Галерея

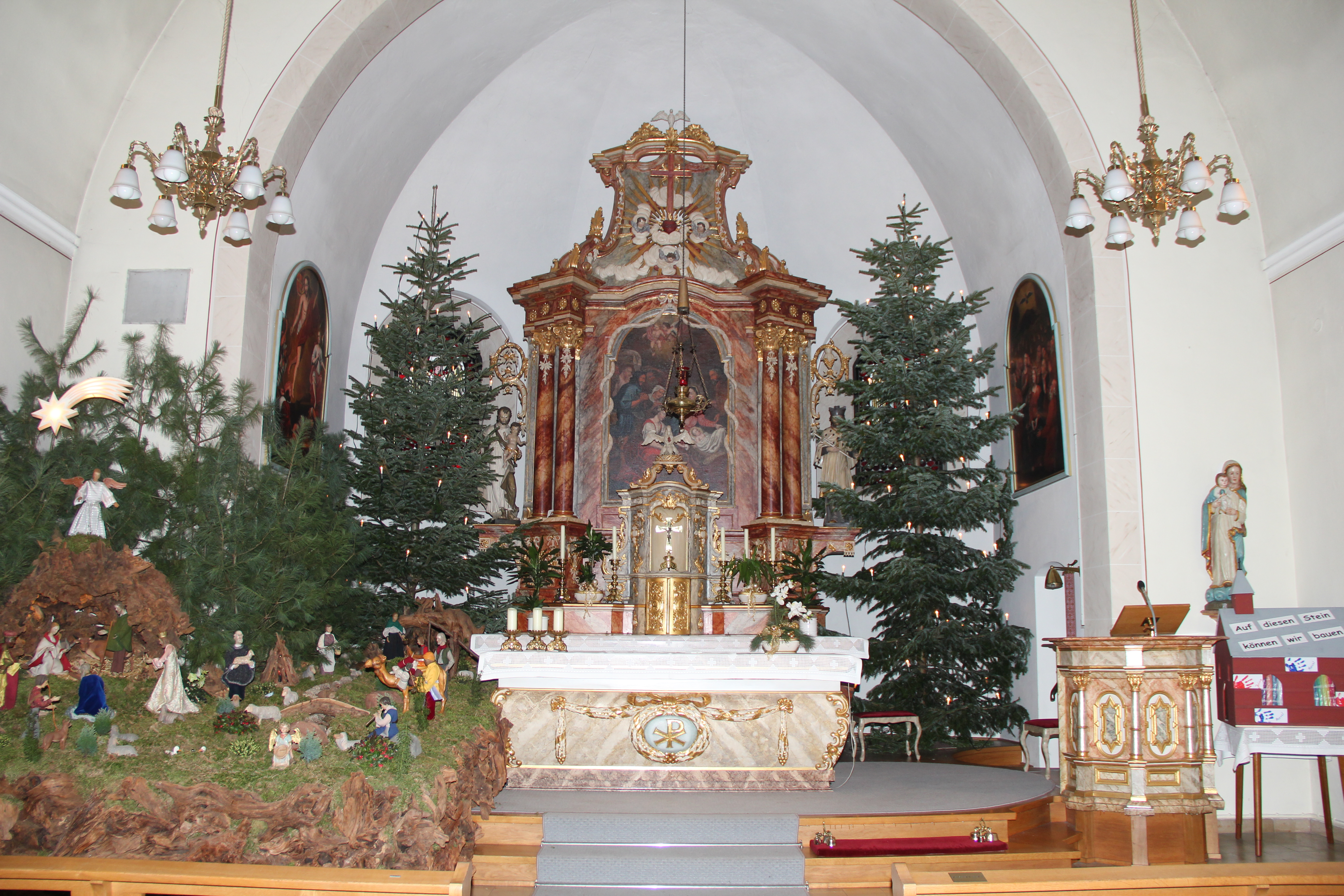
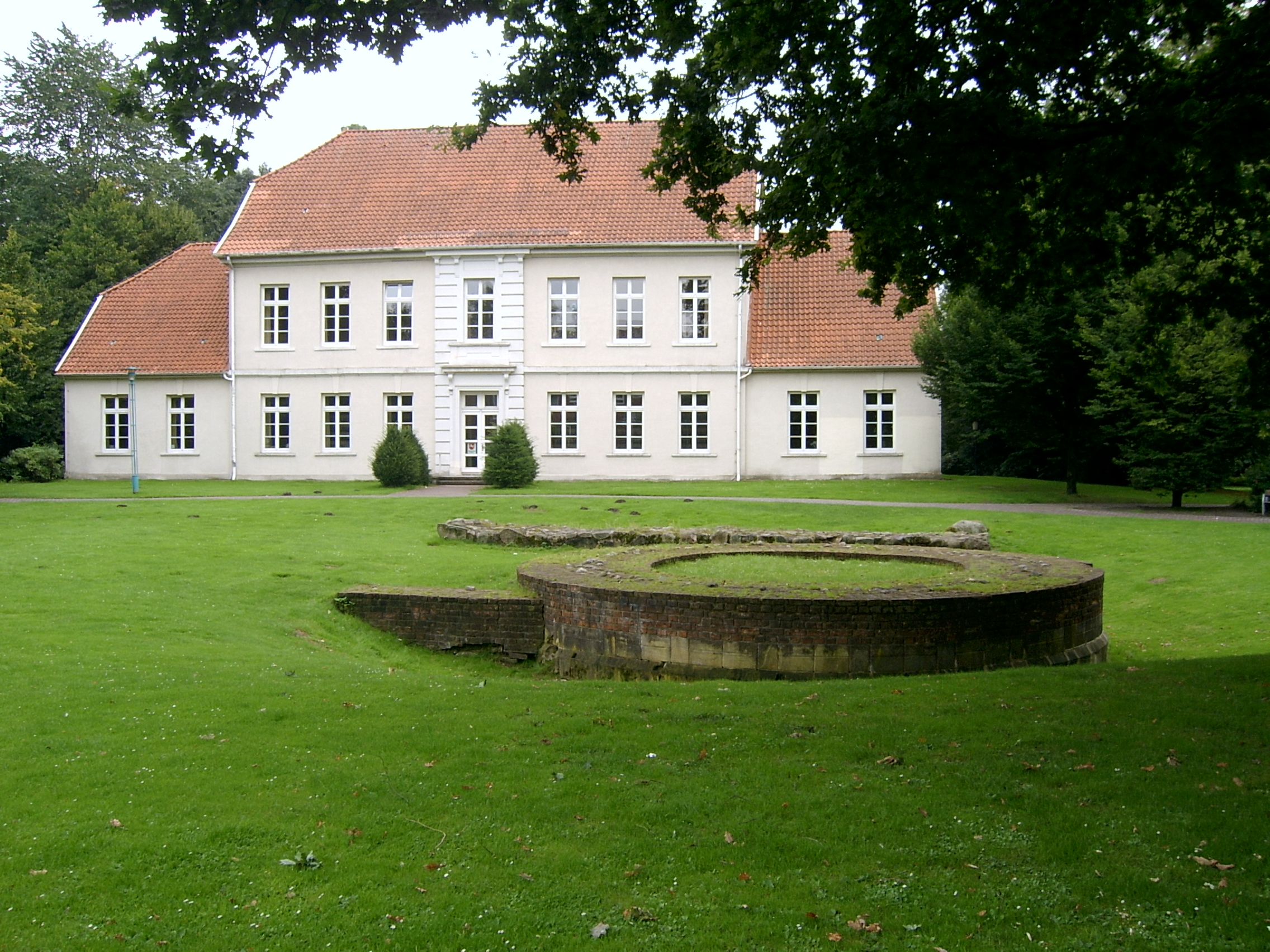
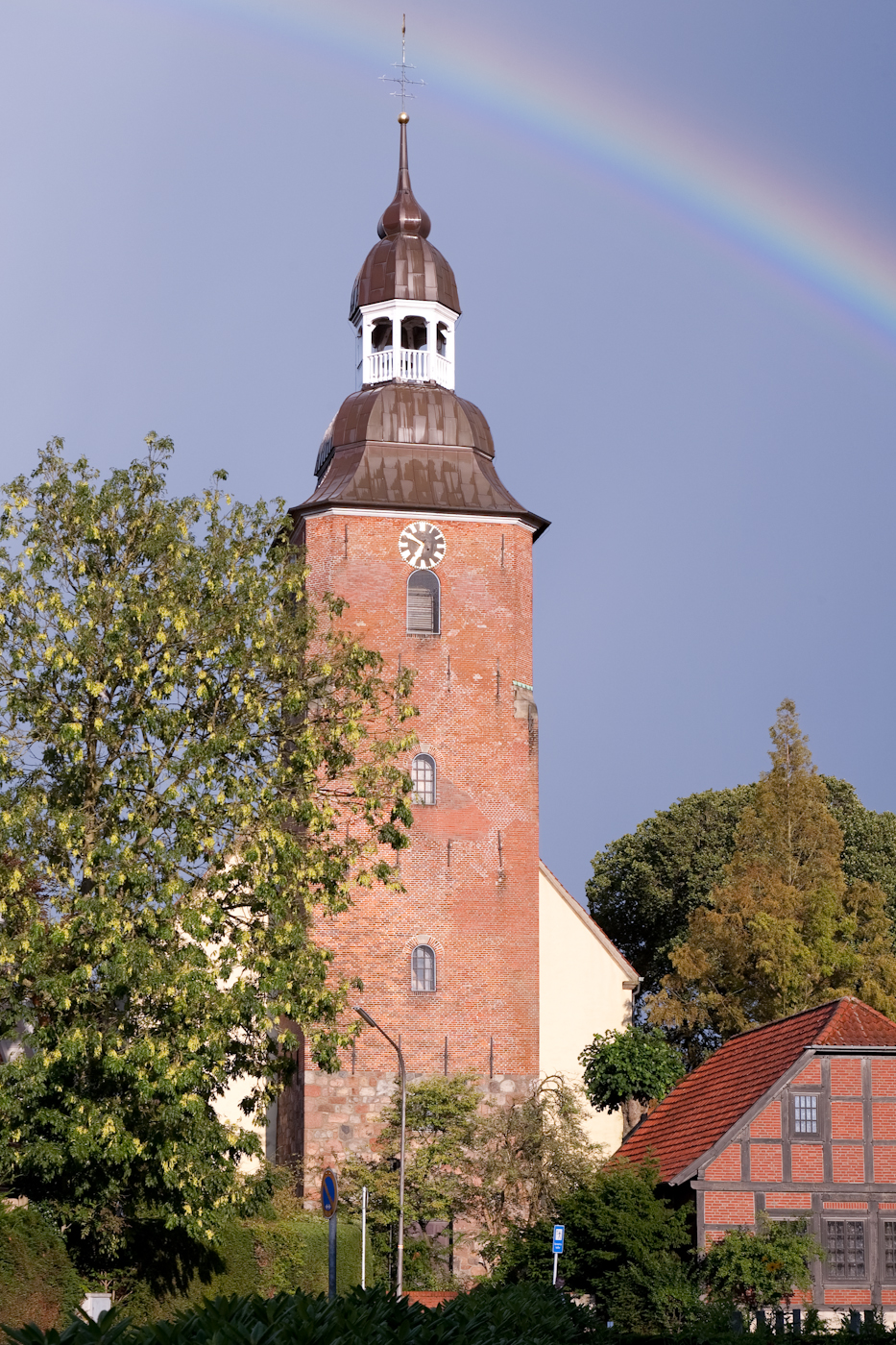
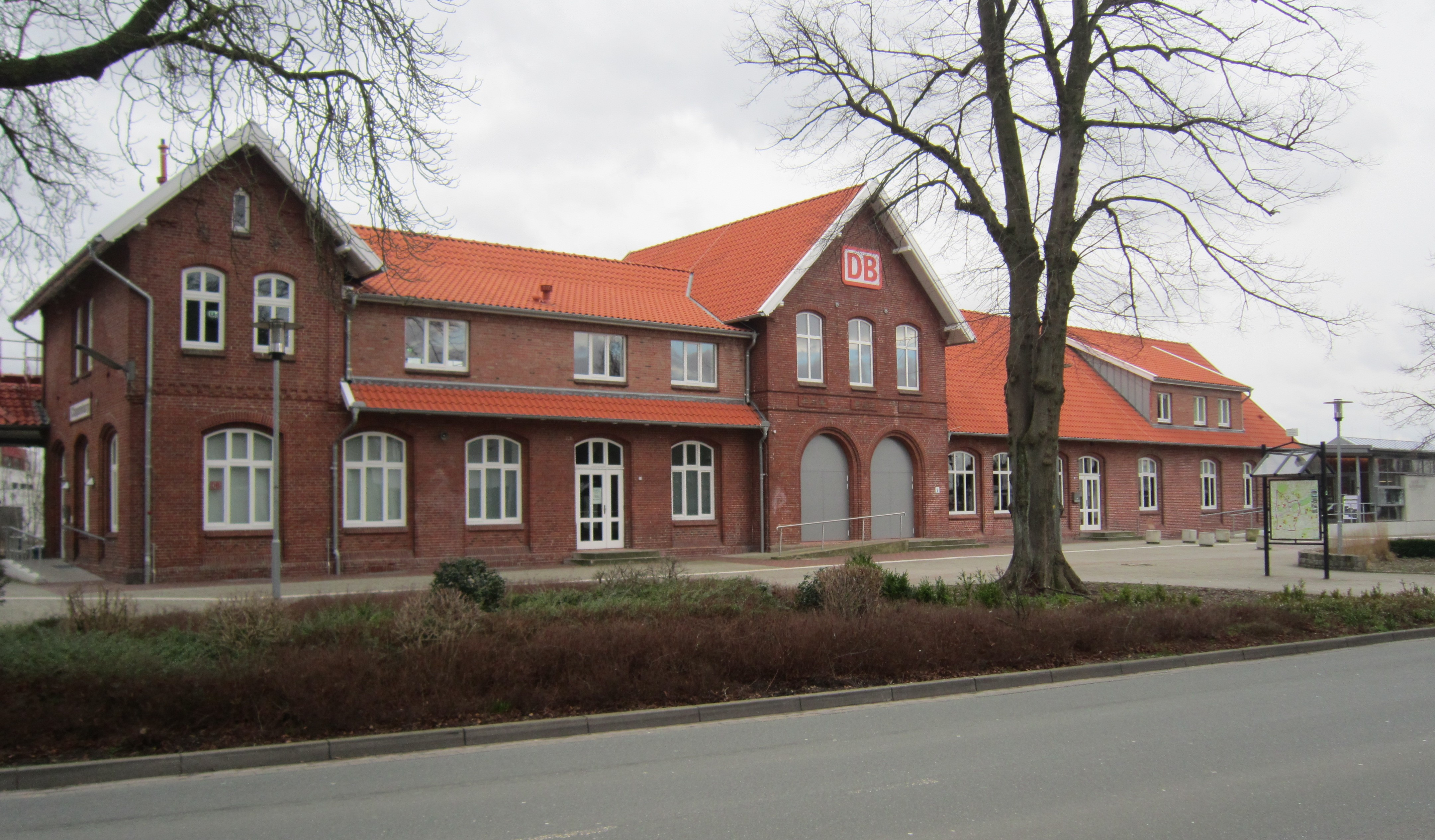
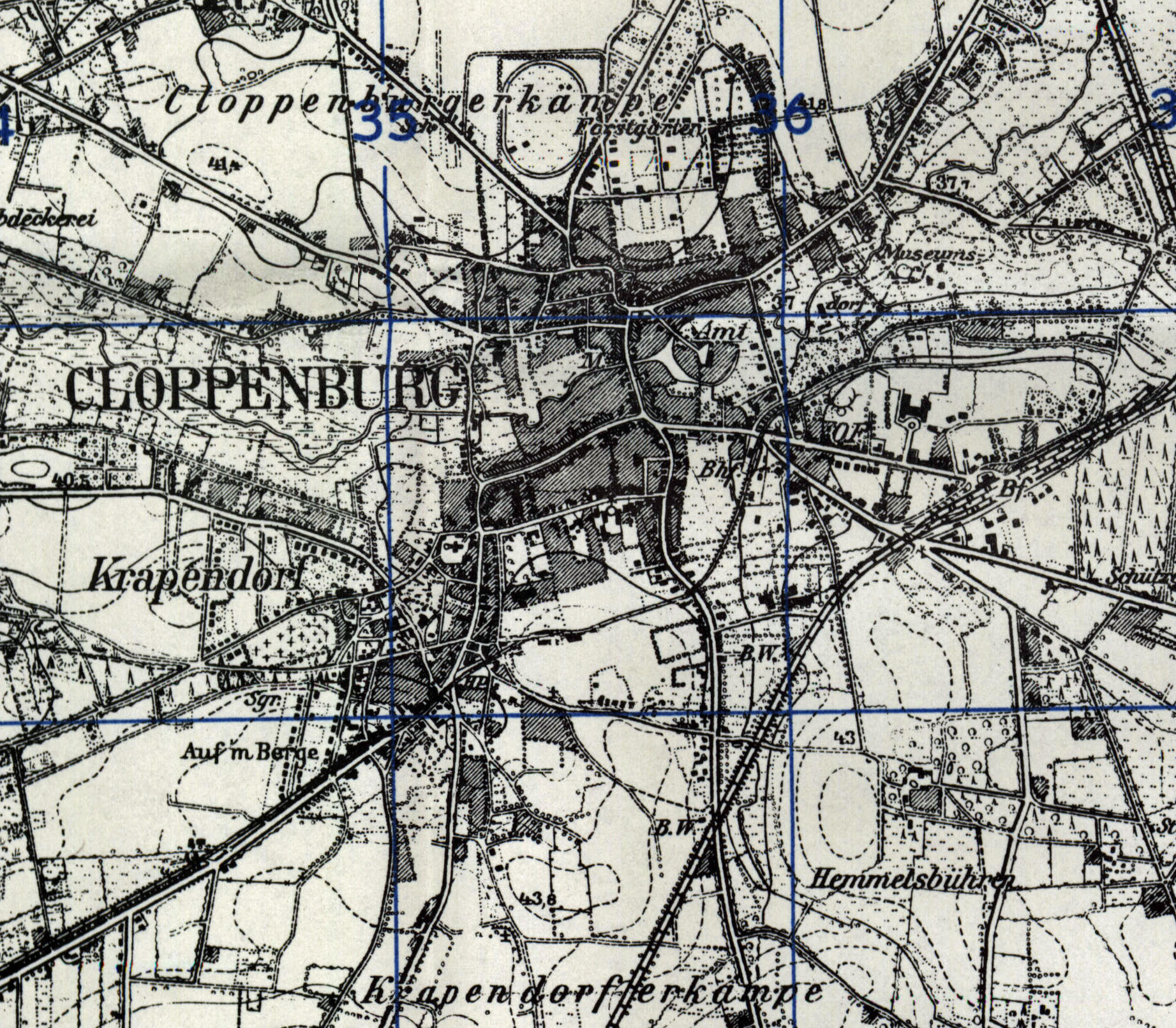
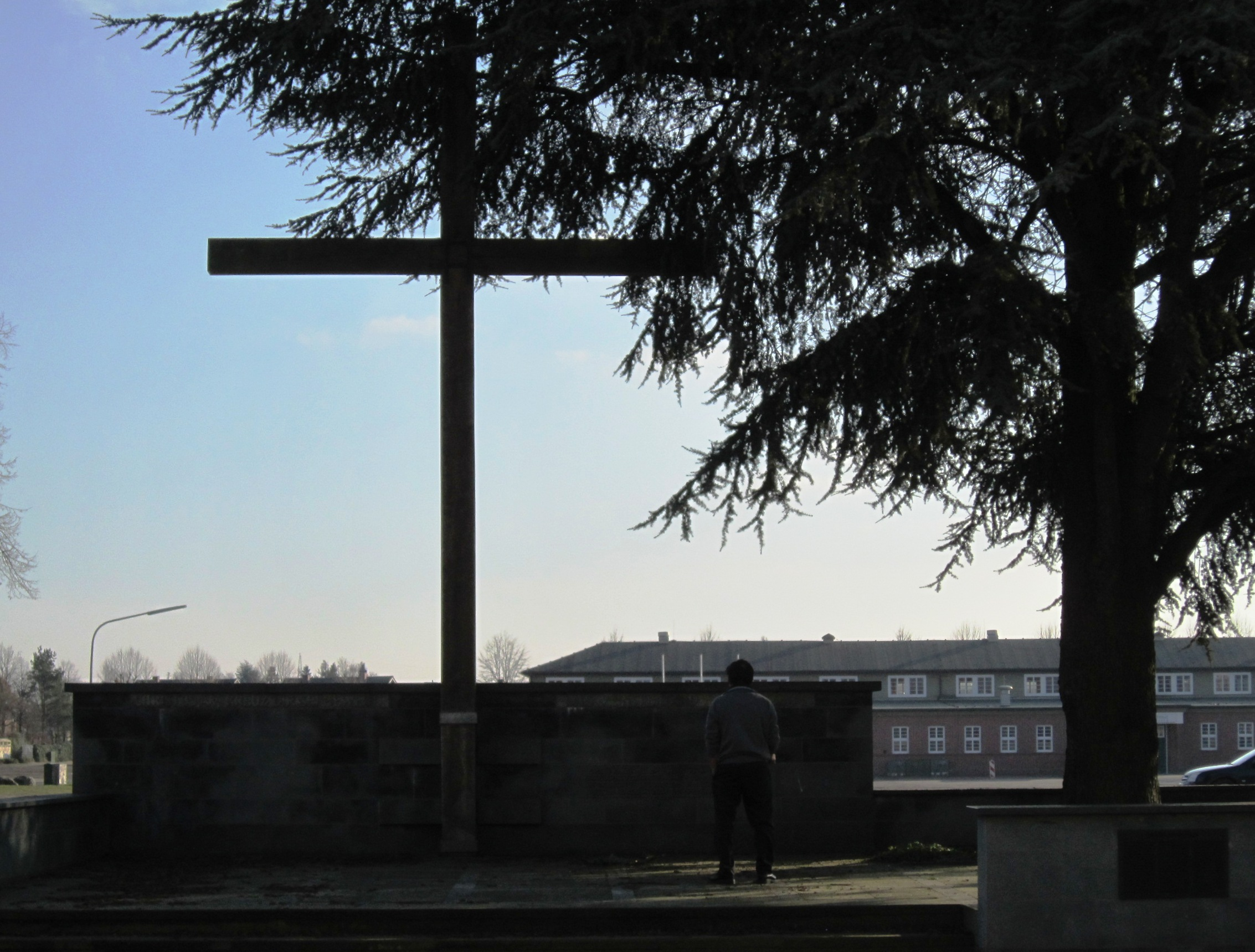